# Bassin de Brive
Le bassin de Brive est une région naturelle de France et du Limousin historique, située en région Nouvelle-Aquitaine, dans le sud-ouest du département de la Corrèze. Il appartient au bassin aquitain, en bordure occidentale du Massif central.

## Géographie

### Situation
Cette région est située autour de la ville de Brive-la-Gaillarde, entre Allassac et Donzenac au nord, Terrasson-Lavilledieu à l'ouest, Noailles au sud et Aubazine à l'est.
Les régions naturelles voisines sont, au nord le Pays d'Uzerche, à l'est le Pays de Tulle et la Xaintrie, au sud la Limargue, les Causses du Quercy et le Périgord noir et à l'ouest le Périgord central.
Le Pays de Brive couvre un territoire de 24 communes répartie sur la communauté d'agglomération de Brive 15 communes, la communauté de communes Vézère - Causse 6 communes la communauté de communes des Portes du Causse 3 communes.

### Topographie
L'altitude du pays de Brive est très faible par rapport au reste du Limousin, puisqu'elle n'excède que rarement 350 mètres, et peut descendre à moins de 90 mètres. Le centre-ville de Brive est ainsi situé à 110 mètres d'altitude, celui de Cublac est à 100 mètres.